# Goulala
Goulala (Caulala, Kaulala) ist eine osttimoresische Aldeia im Suco Maubisse (Verwaltungsamt Maubisse, Gemeinde Ainaro). 2015 lebten in der Aldeia 326 Menschen.

## Geographie und Einrichtungen
Goulala liegt im Nordwesten des Sucos Maubisse. Südlich befinden sich die Aldeias Ria-Mori und Cano-Rema, südöstlich die Aldeia Hato-Luli, östlich die Aldeia Teli-Tuco und nordöstlich die Aldeia Ria-Leco. Im Nordwesten grenzt Goulala an das Verwaltungsamt Aileu (Gemeinde Aileu) mit seinem Suco Fatubossa.
Nur eine kleine Straße durchquert den äußersten Südwesten von Goulala, wo das Land auf eine Meereshöhe von über 2000 m ansteigt. Geschlossene Siedlungen gibt es nicht. Die Häuser liegen verstreut in der dünn besiedelten Aldeia. Der Sitz der Aldeia befindet sich nah der Ostgrenze von Goulala. Weiter nördlich liegt eine Kapelle.